# Аполипопротеин C4
Аполипопротеин C4 (апоС-IV, апоC4; англ. apolipoprotein C-IV, apoC-IV) — аполипопротеин плазмы крови, который входит в состав липопротеинов очень низкой плотности и липопротеинов высокой плотности в крови мыши и кролика. Идентифицирован последним из класса аполипопротеинов в 1995 как ген аполипопротеинового кластера апоЕ/апоС1/апоС2. Роль белка неизвестна. Однако исследования показали, что белок C4 играет ключевую роль в синаптическом прунинге во время созревания головного мозга. Эксперименты на мышах доказали, что усиленная экспрессия гена, кодирующего C4 дает более интенсивное «подстригание» синапсов.

## Ген и белок
Ген апоС4 экспрессирован в основном в печени. Содержит 3 экзона, 2 интрона, его длина — 3300 пар нуклеотидов. Он располагается в одном кластере с апоЕ, апоС1 и апоС2. Белок кролика состоит из 124 аминокислот, молекулярная масса 11 кДа. Обнаружено 5 изоформ апоС4, отличающихся по уровню сиалирования. Белок человека состоит из 127 аминокислот. АпоС4 является амфифильным так же как все другие аполипопротеины C. Уровень его в липопротеинах очень низкой плотности человека — очень низкий и составляет около 1% от уровня апоС2. 